# Schleicher ASG 29
Schleicher ASG 29 — планёр, выпускающийся немецким предприятием Alexander Schleicher GmbH с 2005 года. Производится в двух вариантах: собственно планёр и мотопланёр, с размахом крыла 15 либо 18 метров. По состоянию на март 2011 года построено 116 мотопланеров и 59 безмоторных вариантов.
Материалы конструкции планера — композиты (углеволокно, арамид, армированные полимеры). Планер может брать водяной балласт объемом до 170 литров. Крыло оснащено закрылками.
Модель и индексом «E» — мотопланер, оснащённый 2-тактным двигателем SOLO 2350 мощностью 18 л. с. Производится с 2008 года.

## Лётно-технические характеристики
Модель с размахом крыла 18 м
Экипаж: 1
Длина: 6,59 м
Размах крыла 18,00 м
Высота: 1,30 м
Площадь крыла: 10,5 м²
Масса пустого: 280 кг
Максимальная взлётная масса: 600 кг
Максимальная скорость: 270 км/ч
Максимальное аэродинамическое качество: 52 при скорости планирования 90 км/ч